# Andropogon humbertii
Andropogon humbertii är en gräsart som beskrevs av Aimée Antoinette Camus. Andropogon humbertii ingår i släktet Andropogon och familjen gräs.
Artens utbredningsområde är Madagaskar. Inga underarter finns listade i Catalogue of Life.